# Shtora-1
Shtora-1 (en ruso: Штора, "cortina") es un sistema o conjunto de protección activa electroóptica para tanques, diseñado para interrumpir el designador láser y los telémetros láser de los misiles guiados antitanque (ATGM) entrantes. El sistema está montado en los tanques rusos de la serie T-80 y T-90, en el tanque serbio  M-84AS y en el ucraniano T-84. La existencia del Shtora fue revelada en 1980 por Adolf Tolkachev.

## Descripción
Shtora-1 es un bloqueador electroóptico que interrumpe el comando semiautomático a la línea de visión (SACLOS) de misiles guiados antitanque, telémetros láser y designadores de objetivos. Shtora-1 es un sistema de protección activa de medidas no destructivas (en inglés: softkill). El sistema se mostró instalado en un tanque de batalla principal ruso durante la Exposición Internacional de Defensa, celebrada en Abu Dhabi en 1995. La primera aplicación conocida del sistema es el tanque de batalla principal ruso T-90, que entró en servicio en el ejército ruso en 1993. También está disponible en el vehículo de combate de infantería  BMP-3M.

## Componentes

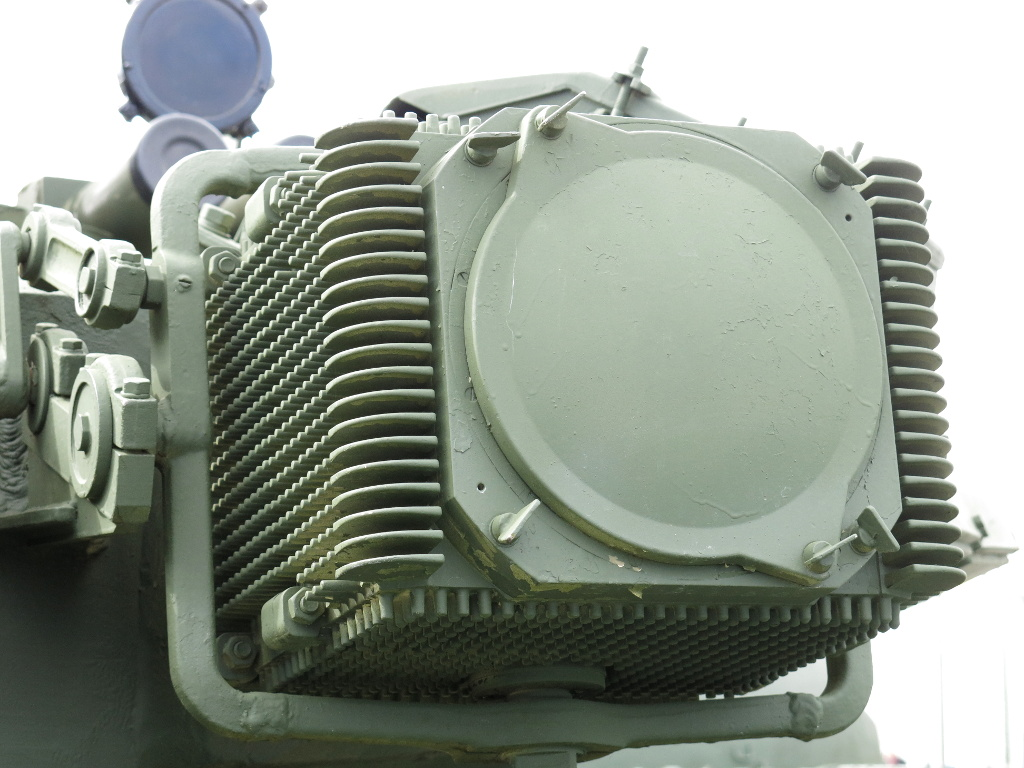
Infrarrojo ligero - la ventana está cubierta

El Shtora-1 tiene cuatro componentes claves:
Dos estaciones de interfaz electroópticas / infrarrojas (IR) "deslumbrantes", cada una montada a la izquierda y a la derecha del arma principal, que incluye un bloqueador de infrarrojos, un modulador y un panel de control.
1. Un banco de lanzadores de granadas que disparan hacia adelante o descargadores montados a ambos lados de la torreta, que pueden disparar granadas que dispensan una pantalla de humo en aerosol opaca a la luz infrarroja.
2. Un sistema de alerta láser con cabezales gruesos y de precisión.
3. Un sistema de control que comprende un panel de control, microprocesador y panel de colocación de pantalla manual. Esto procesa la información de los sensores y activa el sistema de colocación de pantallas de aerosol.
4. Dos luces infrarrojas, una a cada lado del cañón principal, emiten continuamente interferencias de infrarrojos pulsados codificados cuando se detecta un ATGM entrante.

Shtora-1 tiene un campo de visión de 360 grados horizontalmente y de –5 a +25 grados en elevación. Contiene doce lanzadores de pantallas de aerosol y pesa 400 kg. El aerosol de cribado tarda menos de tres segundos en formarse y dura unos veinte segundos. El rango de colocación de la pantalla es de 50 a 70 metros.
De acuerdo con Defense Update, el sistema Shtora también puede ubicar el área dentro de 3.5 a 5 grados donde se originó el láser y automáticamente dirige el arma principal hacia él, para que la tripulación del tanque pueda devolver el fuego y para que el blindaje de la torreta frontal más fuerte esté de frente.

## Modos de funcionamiento
Shtora-1 puede operar en modo completamente automático o semiautomático, continuamente durante seis horas contra el ataque de misiles guiados antitanque (ATGM).

## Especificaciones
Según Steven Zaloga y Tankomaster:
- Sensores de iluminación del láser :
  - 2x TShU-1-11 sensores de precisión y 2x TShU-1 sensores ásperos
  - Campo de vista (cada): −5° .. +25° elevación y 90° azimut
  - Campo de vista (total): 360° azimut
- EO emisores de interferencias :
  - 2x OTShU-1-7
  - Banda operativa: 0.7 .. 2.7 μm
  - Sector protegido: 4° elevación y 20° azimut
  - Consumo de energía: 1 kW
  - Intensidad de luz: 20 mcd
- Anti-FLIR granadas de humo:
  - 12x 81 mm 3D17
  - Banda oscurecida: 0.4 .. 14 μm
  - Tiempo de floración: 3 s
  - Persistencia de la nube: 20 s